# Ferdinand Rapedius de Berg
Ferdinand Pierre Rapedius, seigneur de Berg, est un avocat, magistrat et polygraphe né à Bruxelles le 5 mars 1740 et décédé à Vienne le 25 février 1802.

## Biographie
Il avait épousé le 18 février 1772 Isabelle Josèphe Orts, née le 25 janvier 1753 et décédée le 26 novembre 1836, fille de Gilles Orts, avocat au Conseil de Brabant, et de Marie Julienne Josèphe Haegheman.  Par ce mariage, il devint le beau-frère du baron Jean-François  de Fierlant, échevin de Bruxelles et membre du Conseil souverain de Brabant.
Licencié en droit à l'université de Louvain, il fut avocat à Bruxelles et conseiller au Conseil souverain de Brabant. Il fut aussi le dernier « amman » de la ville de Bruxelles.  Il devint également conseiller au Conseil privé de sa Majesté impériale et royale apostolique.
Il fut également un adepte de la Franc-maçonnerie et est inscrit en 1777 au tableau de la loge l’Union (troisième loge de Bruxelles, n°9).

## Publications
Il publia de nombreux mémoires qui furent couronnés par l'Académie Thérésienne à Bruxelles.
- Mémoire sur la question : depuis quand le droit romain est-il connu dans les provinces des Pays-Bas autrichiens & depuis quand y a-t-il force de loi ? Imprimerie académique, Bruxelles, 1783.
- Mémoires et documents pour servir à l'histoire de la révolution brabançonne, Bruxelles, 1842, (2 volumes) avec 2 portraits.